# الليبو
الليبو أو الريبو () هو اسم قديم لإحدى القبائل الليبية القديمة - وكان الليبو يقطنون منطقة الجبل الأخضر _  وقد اشتق من  اسمهم اسم ليبيا  وتمتد بلادهم من منطقة برقة إلى واحة سيوة، أو على طول الساحل وبالضبط من غرب النيل إلى غاية برقة  ولقد كان الليبو سكان برقة في زمن حملة ثيرا عبارة عن سكان رحل يعيشون في خيام سهلة الفك والتركيب ينقلونها معهم في ترحالهم. وكان الليبو يقدسون الشمس والقمر حيث يقدمون لهما القرابين باعتبارهما المعبودين اللذين يقدسهما الليبو في برقة. هذا كما أنهم يقدسون الموتى حيث أنهم يتمسكون بالحف على قبور موتاهم لفض بعض المنازعات في حياتهم الدنيوية 
جاء ذكر اسمهم لأول مرة ضمن قائمة الأسماء على الصرح الثاني من معبد أبيدوس للملك رمسيس الثاني من الأسرة التاسعة عشر، وجاء على لوحة الملك مرنبتاح بمعبد عمدا، وورد في نصوص مرنبتاح بالكرنك، وجاء ذكرهم في تاريخ «حياة أم أوتب» مع أسماء شعوب وبلدان أفريقية في عصر الملك رمسيس السادس من الأسرة العشرون،
وتصف النقوش على جدران معبد الكرنك في عهد مرنبتاح كيف بدأت الحرب بين مصر والليبو وكيف هزم الليبو. كما هزم رمسيس الثالث الليبيين في السنة الخامسة لعهده. لكن بعد 6 سنوات انضم الليبو إلى المشواش وغزوا مناطق غرب الدلتا وهزموا مجددا.

## موقع القبيلة

خريطة توزيع القبائل الليبية البائدة.

يرى معظم العلماء أن الليبو أو الريبو كانوا يسكنون منطقة برقة الحالية وربما كانت أراضيهم تمتد نحو الشرق حتى منطقة الواحات، وخاصة واحة سيوة ويُرجح أن مجموعتى القهق والإسبت كانتا تعيشان في نفس المنطقة التي تسيطر عليها مجموعات الليبو أو الريبو،
وفي فترات الجفاف، كانت القبائل الليبية تهاجم الدلتا وخاصة عند ضعف الحكم في مصر، بينما يرى البعض الآخر أن الليبو كانت قبائل أصيلة مستوطنة لمنطقة الدلتا ولكن تم تهجيرها خارجها بواسطة أسلاف المصريين ثم أنهم كانوا في كل مرة يسعون لاسترجاعها مرة أخرى. استطاع عدد من أبناء القبائل الليبية القديمة الإستقرار بمصر واندمجو في المجتمع المصري ووصلو للسلطة بشكل سلمي. وتأثروا دينياً بمجتمعها وحتى عرقياً، بل وتأسيس أسرة حاكمه فيها. وكانت الأسرة المصرية الثانية والعشرين التي حكمت مصر تنتمي لأصول إحدى القبائل الليبية القديمة، والتي كانت تقطن جبل برقة والصحراء الغربية لمصر، وقد حكمت مصر قرنين من الزمان (من القرن العاشر إلى القرن الثامن ق. م) وكان مؤسس تلك الأسرة الملك شيشنق أو شيشون وكان من ملوكها الأقوياء فاجتاح فلسطين واستولي على عدد من المدن ورجع بغنائم كثيرة.

## ملامحهم
بيض البشرة، حمر الشعور، زرق العيون كما نرى في صور أفراد قبائل بلاد التمحو[بحاجة لمصدر].

## ملابسهم
يلبسون نقبة قصيرة فوقها رداء طويل مزين برسومات مختلفة تاركين أحد الأكتاف عاريا، والأيدي والأذرع يزينها الوشم. ظهروا لأول مرة بدون ذكر اسمهم في نقوش تل العمارنة في عهد الملك إخناتون من الأسرة الثامنة عشر ثم ظهروا في وظائف عديدة في البلاط الملكي.

## التاريخ
أقدم ذكر لمجموعات الليبو أو الريبو كان في عهد مرنبتاح ومنذ ذلك التاريخ بدأت هذه المجموعات تقوم بدور هام في تاريخ الصراع بين مصر القديمة والقبائل الليبية القديمة حيث اشتركوا كقادة في الحروب التي قامت ضد الملك مرنبتاح واشتركوا أيضاً في الحروب التي دارت ضد رمسيس الثالث.
اسم الليبو أصبح منذ بداية الفترة المتأخرة من تاريخ مصر القديم علماً على كل المنطقة التي تقع إلى الغرب من منطقة وادى النيل وبالتالى اختفت أسماء بقية المجموعات الأخرى وبناء على كل ذلك أصبح هذا الاسم يعني لدى الإغريق تارة كل المجموعات السكانية التي تقع إلى الغرب من مصر حتى خليج سرت وتارة أخرى كل شمال أفريقيا وفي بعض الأحيان القارة الإفريقية بكاملها.و كان اليونان، ومن بعدهم الرومان، يطلقون اسم «اللوبيين» على سكان شمال أفريقيا، فيبدو أن اسم الريبو أو الليبو حلت محل الاسم السابق الذي عرفت به القبائل الليبية وهو التحنو. وعليه فإطلاق اسم «الليبو» على كامل شمال أفريقيا وسكانه هو من قبيل إطلاق الجزء على الكل.
وبقيت المنطقة تعرف باسم الليبو طيلة الفترة التي تلي الدولة الحديثة من تاريخ مصر القديم ونعتقد أنه لهذا السبب أطلق الإغريق على المنطقة التي استعمروها بالجبل الأخضر اسم ليبيا وذلك راجع إلى أنها الجزء الوحيد المألوف لديهم من منطقة شمال أفريقيا.

## الوثائق التاريخية
ورد اسم الليبو في الوثائق المكتوبة «بالهيروغليفية». وكان ذلك منذ القرن الثالث عشر قبل الميلاد. في عهد الملك الفرعوني رمسيس الثاني (1298 ـ 1232 ق.م)، من الأسرة 19، حيث وقعت الإشارة في مدّوناته للمرة الأولى إلى «الليبو»  وتوالى ذكر هذا الاسم في سجلات أخرى، من أهمّها «نقش الكرنك» للملك «مرنبتاح» في حدود 1227 ق.م. من الأسرة التاسعة عشرة للدولة المصرية الحديثة، الذي سجّل فيه انتصاره على اللوبيين ومن تحالف معهم من «شعوب البحر» الذين هجموا على الدلتا للاستقرار بها، تخلّصا من الصحراء ومن أيّ ضغوط أخرى. قاد هذا التحالف الكبير «مارابي أو مريبي بن دد» رئيس قبيلة «اللّيبو». وجاء في نص الكرنك: «أن رئيس الليبو الخاسئ مارابي بن دد» انقضّ على إقليم تحنو برمته.... ومن قبائل المنطقة المشاركة في هذا التحالف: القهق والمشواش. كما ورد اسم «الليبو» في نقوش رمسيس الثالث (1198 ـ 1166ق.م) الذي ردّ هجمتين قويتين من الغرب على الدلتا كانت الأولى متكوّنة من قبائل المنطقة: الليبو والسبد والمشواش بمؤازرة شعوب البحر. ويشار إلى اسم «الليبو» في المصادر المصرية بالحرفين (ر.ب). ولهذا قرأها بعضهم: «الريبو» بالإبقاء على الراء من دون إبدالها باللام. وذلك راجع إلى عدم التفطن إلى «أنّ نظام الكتابة المصرية لا يعرف اللام» أنّ الراء فيها كثيراً ما تنطق لاما ولذا فإن (ر.ب) تقرأ (ل.ب) أي ليبو أو اللّيبو.
وثيقة أخرى تشير إلى الليبو كتسمية عامة لكل المنطقة التي تقع إلى الغرب من مصر، وهي وثيقة تعود لعهد الملك شيشنق الرابع (763-757قبل الميلاد) وتشير إلى شخصية ليبية مرمـوقة تدعـى حيتيحنكر وقد وصفتها تلك الوثيقة بكبير الليبو.
والوثائق المصرية كما ذكرت «الليبو»، ذكرت أسماء أخرى، الأمر الذي يدلّ على أنها كانت تسمّي الجماعات المجاورة لها من الغرب بأسمائها، من دون تعميم اسم واحد منها على البقية. ونظرا لأهمّية المجموعات اللوبية، فإنّ المصادر المتعلّقة بالتنظيم الإداري الفرعوني تحدّثت عن المديرية الثالثة من مديريات الوجه البحري، وذكرتها باسم «المديرية اللوبية» وأشار سترابون  (جغرافي يوناني توفي 65م) إلى وجود مديرية بهذا الاسم قرب الدلتا، وهو ما تؤكده المصادر العربية بوضوح. فقال ابن عبد الحكم: «لوبية ومراقية، وهما كورتان من كور مصر الغربية ممّا يشرب من السماء ولا ينالها النيل». وكرر ابن خُرداذُبه هذا، أثناء حديثه عن أجلاء البربر من فلسطين. فقال «حتى انتهوا إلى لوبية ومراقية، فتفرّقوا هناك». والواضح من المعلومات المتقدّمة، هو أنّ قبيلة «الليبو» من القبائل الكبرى المنتشرة ـ حسب رأي بعض المختصّين ـ في المناطق الشرقية من ليبيا
أمّا إشاعة اسمهم وإطلاقه على سكان شمال إفريقيا، فهو من صنع اليونان الذين تعود صلتهم بليبيا إلى القرن الثامن قبل الميلاد. وقد أسّسوا بها أولى مستوطناتهم قورينا في حدود 631 ق.م ويبدو أنهم كانوا يطلقونه على مناطق سكانهم وتحركاتهم، ثم أشيع بالتدرّج على كامل المنطقة، ويقال أن «هيكتيوس» هو أوّل من عمّم هذا الاسم، وتبعه «هيرودوتس» ومؤرخو اليونان وجغرافيوهم.
ورد اسم «الليبو» أيضاً في التوراة (العهد القديم) بهذه الصيغة «لوبي» و«لوبيم»

## حديث عن الليبو وقبيلة لواتة
أورد «فرنسيس رود» F. Rodd في كتابه عن الطوارق الملثمين (People of the veil) حين أشار إلى أن قبائلَ لواتة التي عرفها العربُ أولَ ما عرفوا ليبيا هي بعينها قبائلُ «الليبو» القديمةُ التي كانت تسكن ليبيا الشرقية. و«ليون الأفريقي» في كتابه (وصف أفريقيا) وهو الذي يدعوهم «ليبتاي» Lebatae، أو لفاتة Levata.
ولكن هذا الرأي لا يستند على أسانيد تاريخية، بل الواقع أن هناك ما ينفي ذلك. حيث جاءت أقوال الناسبة والمؤرخين القدامى على أن البربر كانوا بفلسطين، وقد خرجوا عنها إلى بلاد شمال إفريقيا مع مطلع الألفية الأولى قبل الميلاد، في بدية القرن العاشر قبل الميلاد وبالتحديد حوالي سنة 990 ق.م.
وأما عن أشهر وأقدم الروايات التي قدمها المؤرخين عن أصل بربر الشمال الإفريقي فنجدها عند ابن عبد الحكم، وفيها يقول: «وكان البربر بفلسطين، وكان ملكهم جالوت؛ فلما قتله داود خرج البربر متوجّهين إلى المغرب؛ حتى انتهوا إلى لوبية ومراقية- وهما كورتان من كور مصر الغربيّة مما يشرب من السماء، ولا ينالها النيل- فتفرّقوا هنالك؛ فتقدّمت زناتة ومغلية إلى المغرب، وسكنوا الجبال، وتقدّمت لواتة فسكنت أرض أنطابلس؛ وهي برقة؛ وتفرّقت في هذا المغرب، وانتشروا فيه حتى بلغوا السّوس، ونزلت هوّارة مدينة لبدة، ونزلت نفوسة إلى مدينة سبرت،» وتعود أحدث هذه الرواية إلى بدية الألف الأولى قبل الميلاد
ونجد هذه الرواية، وبنفس النص تقريباً عند عدد آخر من المؤرخين مثل ابن الأثير في كتابه الكامل في التاريخ، وأبي الحسن علي ابن سعيد في كتابه «المغرب في حلى المغرب» وابن خلدون في تاريخه يؤكد صحة خروج البربر من بلاد الشام، بعد أن أستعرض كل الآراء التى تتحدث عن نسب البربر، حيث يقول: «من لدن حروبهم مع بني إسرائيل بالشام وخروجهم عنه إلى إفريقية والمغرب» وغيرهم الكثير. ومما لاشك فيه أن ذكر قبائل الليبو في المصادر المصرية القديمة، والمتمثلة في النقوش والكتابات الهيروغليفية، يسبق بكل تأكيد تاريخ طرد البربر «الأمازيغ» من بلاد فلسطين بحوالي أربعمائة سنة، حيث تعود أقدم المراجع المعروفة لتاريخ اليبو إلى عهد رمسيس الثاني وخليفته مرنبتاح، من الأسرة المصرية التاسعة عشر، خلال القرن الثالث عشر قبل الميلاد.
وعلى العموم فان قبيلة لواتة هذه من البربرالبتر وتعتبرهذه القبيلة من أكبرساكنة إقليم برقة 
وإذا رجعنا إلى ابن خلدون فهو يقول عن البربر:
«وأما شعوب هذا الجيل وبطونهم فإن علماء النسب متفقون على أنهم يجمعهم جذمان عظيمان وهما برنس وماذغيس. ويلقب ماذغيس بالأبتر فلذلك يقال لشعوبه البتر ويقال لشعوب برنس البرانس»
وقال هانئ بن بكور الضريسي وسابق بن سليمان المطماطي وكهلان بن أبي لؤي وأيوب بن أبي يزيد وغيرهم من نسابة البربر فرقتان كما قدمناه وهما البرانس والبتر من ولد بر بن قيس بن عيلان والبرانس بنو بربر سحو بن ابزج بن جمواح بن ويل بن شراط بن ناح بن دويم بن داح بن ماريغ بن كنعان بن حام.
ثم يقول:
«وأما شعوب البرانس فعند النسابين أنهم يجمعهم سبعة أجذام وهي ازداجة ومصمودة وأوربة وعجيسة وكتامة وصنهاجة وأوريغة.»
وإذا نقصنا اثنان من سبعة يبقى خمسة وهذا من قوله:
«وقال الكلبي أن كتامة وصنهاجة ليستا من قبائل البربر وإنما هما من شعوب اليمانية، تركهما أفريقش بن صيفي بإفريقية مع من نزل بها من الحامية.»
وإذا أضفنا أربعة على خمسة سنحصل على تسعة من قول ابن خلدون أيضا:
«وأما شعوب البتر وهم بنو مادغيس الأبتر فيجمعهم أربعة أجذام، أداسة ونفوسة وضرية وبنو لوا الأكبر»

## المور (لواتة) والوندال
أول إشارة عن قبيلة لواتة عن طريق المؤرخ البيزنطى (بروكوبيبوس القيصرى)، من خلال كتابيه العمائر والحروب الوندالية ونلاحظ أن (بروكوبيوس) كان يرى بأن المور ولواتة اسمين لمجموعة سكانية واحدة كانت منتشرة في كل المنطقة الممتدة من طرابلس وحتى تيبسا بالجزائر.[بحاجة لمصدر]
وقد ذكرت المور على أنها لواتة في العديد من كتابات (بروكوبيوس) فهو يشير إلى المور الذين دعاهم في نفس الوقت لواتة عند حديثه عــن تغلب هؤلاء على الوندال واحـتلالهم لمدينة لبدة ونجده يشير إليهم عند حديثه عن المذبحة التي نفذها البيزنطيون في مدينة لبدة ضد ثمانون شيخا من أعيان لواتة، ونجده يشير إلى المور على أنهم لواتة عند حديثه عن الحروب التي شنها الليبيون ضد حاكم إفريقيا البيزنطى سليمان فنجده يتحدث عن المور ولواتة في طرابلس، والمور ولواتة في بيزاكيوم (سوسة بتونس) والمور ولواتة في تيبستا (تيبسا) بالجزائر.[بحاجة لمصدر]
والجدير بالذكر أن قبائل لواتة لم تنته مع نهاية الحكم البيزنطى للمنطقة بل ظلت تتردد في الكثير من المصادر العربية الإسلامية حيث تم الإشارة إليها عن طريق ابن عبد الحكم في كتابه فتوح مصر وإفريقيا، واليعقوبى في تاريخه وابن خرداذابة في كتابه المسالك والممالك، والهمدانى في كتابه الأكليل، ونشوان بن سعيد الحميرى في قصيدته ملوك حمير وأقيال اليمن وابى الحسن على بن سعيد في كتابه المغرب في حلى المغرب. وابن خلدون في كتابه العبر وديوان المبتدأ والخبر في أيام العرب والعجم والبربر ومن عاصرهم من ذوى السلطان الأكبر.